# Фібоноріал
У математиці Фібоноріал {\displaystyle n!_{F}}, інша назва факторіал Фібоначчі, де {\displaystyle n} — невід'ємне ціле число, визначається як добуток перших {\displaystyle n} додатних чисел Фібоначчі, тобто
{\displaystyle {n!}_{F}:=\prod _{i=1}^{n}F_{i},\quad n\geq 0,}
де {\displaystyle F_{i}} — {\displaystyle i^{\rm {th}}} число Фібоначчі, а {\displaystyle 0!_{F}} — порожній добуток (визначений, як нейтральний елемент, тобто 1).
Фібоноріал {\displaystyle n!_{F}} визначається аналогічно факторіалу {\displaystyle n!}. Фібонаріальні числа використовуються у визначенні фібономіальних коефіцієнтів аналогічно тому, як факторіали використовуються для визначення біноміальних коефіцієнтів.

## Асимптотична поведінка
Ряд фібонаріалів є асимптотичним для функції золотого перетину
{\displaystyle \varphi \colon \ n!_{F}\sim C{\frac {\varphi ^{n(n+1)/2}}{5^{n/2}}}.}
Тут фібонаріальна константа (також її називають факторіальною константою Фібоначчі) {\displaystyle C} визначається як {\displaystyle C=\prod _{k=1}^{\infty }(1-a^{k})}, де {\displaystyle a=-{\frac {1}{\varphi ^{2}}}} і {\displaystyle \varphi } — число золотого перетину.
Наближене значення {\displaystyle C} становить 1,226742010720 (див. послідовність A062073 з Онлайн енциклопедії послідовностей цілих чисел, OEIS для більшої кількості знаків).

## Майже-фібонаріальні числа
Майже-фібонаріальні числа: 
{\displaystyle n!_{F}-1}.
Майже-фібонаріальні прості числа: прості числа серед майже-фібонаріальних чисел.

## Квазі-фібонарільні числа
Квазі-фібонаріальні числа: 
{\displaystyle n!_{F}+1.}
Квазі-фібонаріальні прості числа: прості числа серед квазі-фібоноріальних чисел.

## Зв'язок ізq{\displaystyle q}-факторіалом
Фібонаріал можна представити через {\displaystyle q}-факторіал і золотий перетин {\displaystyle \varphi ={\frac {1+{\sqrt {5}}}{2}}}:
{\displaystyle n!_{F}=\varphi ^{\binom {n}{2}}\,[n]_{-\varphi ^{-2}}!.}

## Послідовності
A003266 Добуток перших {\displaystyle n} ненульових чисел Фібоначчі {\displaystyle F(1),...,F(n)}.
 A059709 та  A053408 для {\displaystyle n} таких, що {\displaystyle n!_{F}-1} і {\displaystyle n!_{F}+1} є простими числами.